# Reboot (Fernsehserie)
Reboot ist eine US-amerikanische Comedyserie, die von Steven Levitan geschaffen wurde. Die Premiere der Serie fand am 20. September 2022 auf dem US-Streamingdienst Hulu statt. Im deutschsprachigen Raum erfolgte die Erstveröffentlichung der Serie am 2. November 2022 durch Disney+ via Star als Original.

## Handlung
Der US-Streamingdienst Hulu gibt ein Reboot der (fiktiven) erfolgreichen Familiensitcom „Step Right Up“ aus den frühen 2000er Jahren in Auftrag. Doch die Reunion verläuft alles andere als familiär. Alte Konflikte leben wieder auf, und vor sowie hinter der Kamera prallen Welten aufeinander. In allen Gewerken kommt es zu Spannungen, und jeder ist gezwungen, sich mit den Problemen der Gegenwart und der Vergangenheit auseinanderzusetzen. In all diesem Chaos scheint nur eines klar zu sein: Die Welt ist eine andere als in den frühen 2000er Jahren.

## Besetzung und Synchronisation
Die deutschsprachige Synchronisation entstand nach den Dialogbüchern sowie unter der Dialogregie von Kaze Uzumaki durch die Synchronfirma Iyuno-SDI Group Germany in Berlin.

### Hauptdarsteller
| Rolle             | Schauspieler       | Synchronsprecher  |
| ----------------- | ------------------ | ----------------- |
| Reed Sterling     | Keegan-Michael Key | Marcel Collé      |
| Clay Barber       | Johnny Knoxville   | Florian Halm      |
| Hannah Korman     | Rachel Bloom       | Giuliana Jakobeit |
| Zack Jackson      | Calum Worthy       | Dirk Petrick      |
| Elaine Kim        | Krista Marie Yu    | Luisa Wietzorek   |
| Bree Marie Jensen | Judy Greer         | Manja Doering     |
| Gordon Gelman     | Paul Reiser        | Ronald Nitschke   |

### Nebendarsteller
| Rolle  | Schauspieler      | Synchronsprecher |
| ------ | ----------------- | ---------------- |
| Alan   | Fred Melamed      | Tilo Schmitz     |
| Azmina | Kimia Behpoornia  | Daniela Reidies  |
| Benny  | Dan Leahy         | Marcel Mann      |
| Bob    | George Wyner      | Freimut Götsch   |
| Dennis | Ryan Dietz        | Rainer Fritzsche |
| Janae  | Korama Danquah    | Katharina Palm   |
| Jerry  | Lawrence Pressman | Roman Kretschmer |
| Nora   | Eliza Coupe       | Jana Kozewa      |
| Selma  | Rose Abdoo        | Luise Lunow      |

### Episodendarsteller
| Rolle       | Schauspieler    | Synchronsprecher |
| ----------- | --------------- | ---------------- |
| Connor      | Kristian Flores | Kaze Uzumaki     |
| Kelly       | Kenneth Mosley  | Michael Gugel    |
| Susan       | Kerri Kenney    | Cathlen Gawlich  |
| Warm-Up Guy | Teddy Margas    | Lucas Wecker     |

## Episodenliste
| Nr. | Deutscher Titel         | Originaltitel             | Erstveröffentlichung (USA) | Deutschsprachige Erstveröffentlichung (D/A/CH) | Regie                | Drehbuch                    |
| --- | ----------------------- | ------------------------- | -------------------------- | ---------------------------------------------- | -------------------- | --------------------------- |
| 1   | Pilot                   | Step Right Up             | 20. Sep. 2022              | 2. Nov. 2022                                   | Steven Levitan       | Steven Levitan & John Enbom |
| 2   | Die Neue                | New Girl                  | 20. Sep. 2022              | 2. Nov. 2022                                   | Carrie Brownstein    | David Feeney                |
| 3   | Startschwierigkeiten    | Growing Pains             | 20. Sep. 2022              | 2. Nov. 2022                                   | Jaffar Mahmoud       | John Quaintance             |
| 4   | Freundinnen             | Girlfriends               | 27. Sep. 2022              | 2. Nov. 2022                                   | Chris Koch           | Josh Levine                 |
| 5   | Was im Dunkeln passiert | What We Do in the Shadows | 4. Okt. 2022               | 2. Nov. 2022                                   | Jaffar Mahmoud       | Caroline Fox & Josh Levine  |
| 6   | Verhext                 | Bewitched                 | 11. Okt. 2022              | 2. Nov. 2022                                   | Beth McCarthy-Miller | Andrew Gurland              |
| 7   | Wahnsinnige             | Baskets                   | 18. Okt. 2022              | 2. Nov. 2022                                   | Viet Nguyen          | Dave King                   |
| 8   | Wer ist der Boss?       | Who’s the Boss?           | 25. Okt. 2022              | 2. Nov. 2022                                   | Chris Koch           | Steven Levitan              |